# Poésie japonaise
 (juillet 2014).

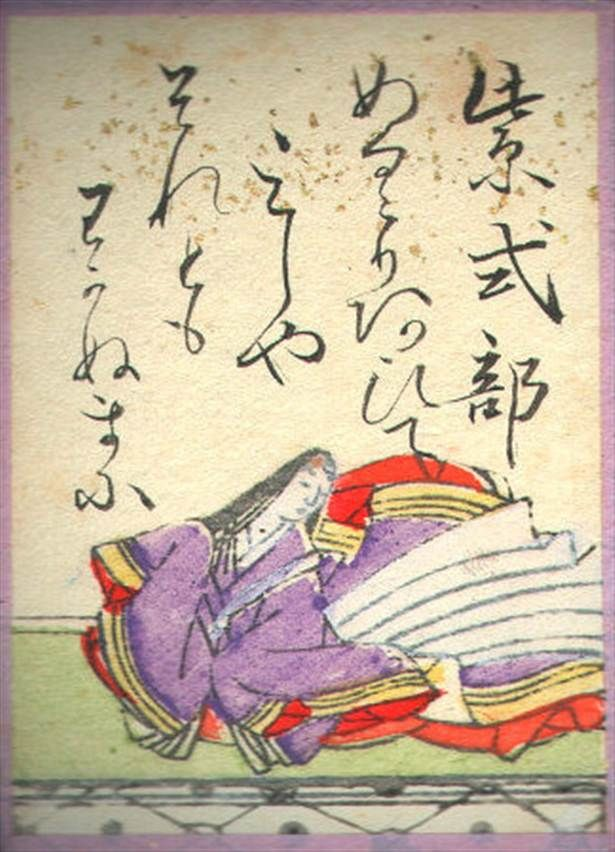
Carte du jeu de karuta représentant et citant Murasaki Shikibu.

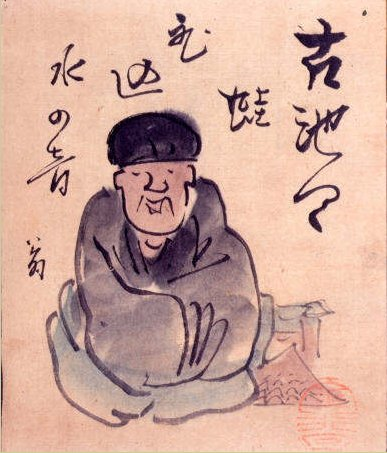
Matsuo Bashô par Yokoi Kinkoku de la série Haikai gunsen no zu (Portraits de poètes de haiku).

Bien que la création poétique soit très ancienne au Japon, les premiers témoignages de poésie japonaise datent du début du VIIIe siècle. Ces poèmes se trouvent inclus dans les textes en prose qui composent le Kojiki et le Nihon shoki.
Le terme waka (和歌, poésie japonaise) est généralement utilisé pour définir l'ensemble de la production poétique de la langue, en opposition à la poésie en langue chinoise.

La poésie japonaise comprend la poésie écrite, orale ou chantée en japonais ancien, en japonais du milieu de la période d'Heian, le japonais de la fin de la période d'Heian et le japonais moderne, mais aussi la poésie écrite au Japon en la langue chinoise ou le ryūka de l'île d'Okinawa. Il est possible de faire une distinction précise entre la poésie japonaise écrite au Japon, ou celle écrite par les Japonais dans d'autres langues, de celle écrite dans la langue japonaise. Une grande partie des documents littéraires de la poésie japonaise débute quand les poètes japonais ont découvert la poésie chinoise durant la Dynastie Tang (bien que l'anthologie classique de la poésie chinoise, Shijing, était bien connue des lettrés du Japon au 6e siècle). Sous l'influence des poètes chinois durant cette époque, les Japonais ont commencé à écrire de la poésie en chinois kanshi. Dans le cadre de cette tradition, la poésie au Japon avait tendance à être intimement associée à l’art  pictural, partiellement en raison de l'influence des arts chinois et de la tradition de l'utilisation de l'encre et du pinceau pour l'écriture et le dessin. Cela a pris plusieurs centaines d'années pour incorporer cet apport étranger et en faire une partie intégrante de la culture japonaise, pour fusionner cette poésie kanshi dans la tradition littéraire de la langue japonaise puis, pour plus tard la développer dans une forme poétique unique de la poésie indigène,telle que le waka, le haïku et d'autres spécialités poétiques japonaises. Par exemple, dans le Dit du Genji, le waka et le kanshi sont souvent mentionnés. L'histoire de la poésie japonaise part du début d'une première phase semi- historique/mythologique, à travers les premières inclusions de la littérature japonaise ancienne, juste avant l'Époque Nara (710-794), l'Époque Heian (794-1185), l'Époque Kamakura (1185-1333) et ainsi de suite jusqu’à l'époque poétique d'Edo (1603-1867, qui est aussi connue sous le nom de «Tokugawa») et de ses temps modernes. Cependant, l'histoire de la poésie est souvent différente de l'histoire sociopolitique.

## Formes de poésie et concepts

### Formes principales
- Haikai, qui inclut plusieurs sous-genres :
  - haïku (俳句, haiku?), forme poétique autonome dérivée du hokku, première strophe du tanka et du renga composée de 17 mores ;
  - haibun, composition littéraire mêlant prose et vers (haïku) ;
  - senryū, forme dérivée du haïkai ;
- kanshi, vers chinois adoptés et adaptés au Japon, dont le qijue (en) (shichigon-zekku au Japon) ;
- renga (連歌?, poésie en chaîne), poésie japonaise collaborative, à l'origine du renku.
- Waka, forme poétique traditionnelle dont font partie :
  - tanka (短歌?, poème court) ;
  - chōka (長歌?, poème long) ;
  - sedōka (旋頭歌?, poème à reprise).

### Formes et genres divers
- Poème d'adieu, poème écrit par l'auteur par anticipation de sa propre mort
- Dodoitsu, quatre vers de structure syllabique 7/7/7/5.
- Gogyōka.
- Imayō, forme de poésie lyrique, type précoce du genre ryūkōka.
- Iroha, traduction japonaise d'un hymne du Sūtra sous forme poétique.
- Kyōka.
- Kyōshi, forme mineure dérivée de vers humoristiques rédigée en chinois.
- Renshi (en), forme moderne de vers de poésie collaborative.
- Ryūka (en), poésie écrites dans les formes ryukyuan des langues japoniques des îles Ryūkyū.
- Shigin, poésie récitée ou chantée à l'oral en chinois ou en japonais, avec ou sans public.
- Yukar, forme de poésie épique qui prend son origine dans la tradition orale des Aïnous.
- Zappai (en), autre forme dérivé du haïkai.

## Les compilations ou anthologies

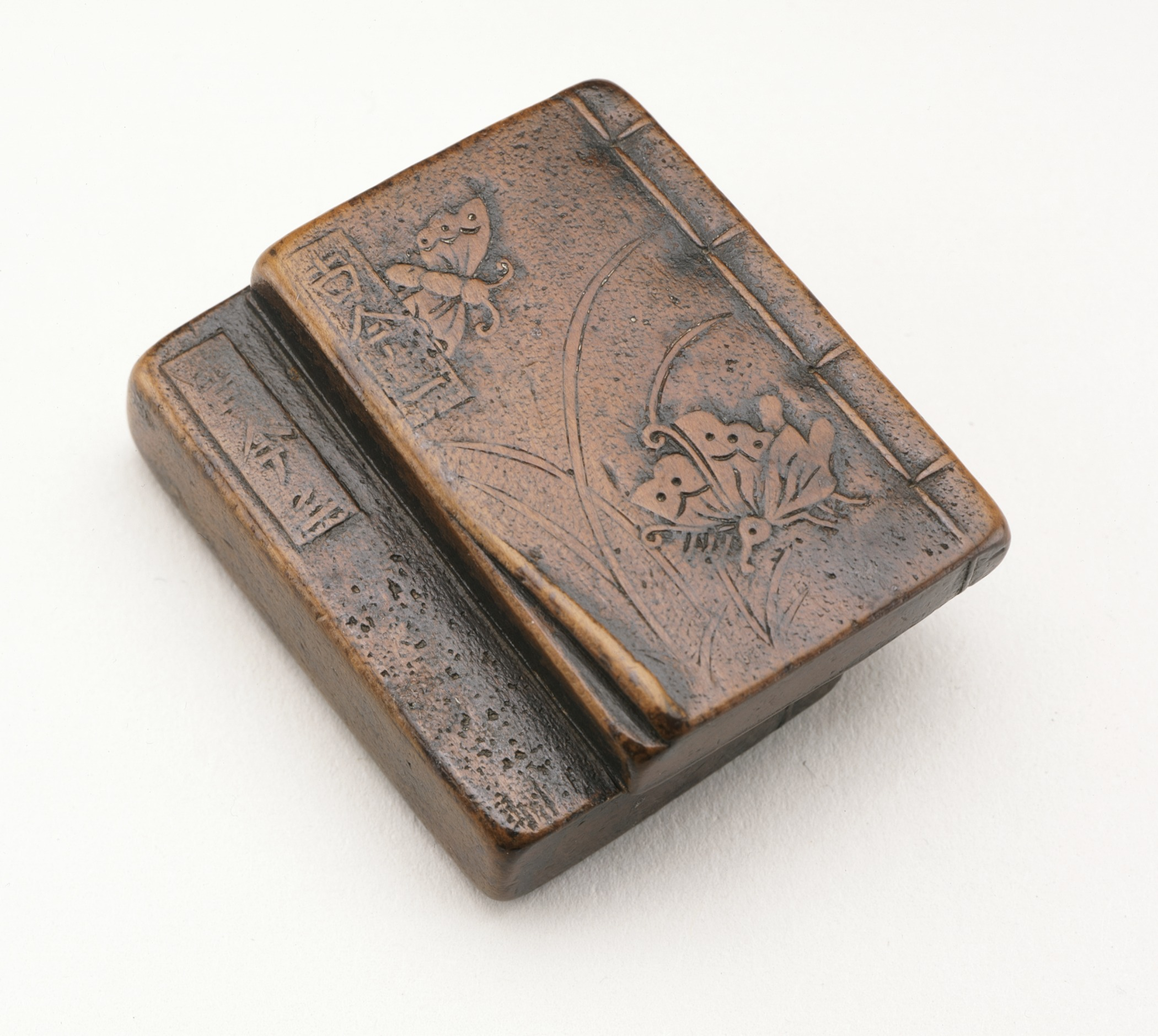
Netsuke d'une édition de l'anthologie Kokin wakashū de poésie japonaise classique, XVIIIe siècle.

Dès le VIIIe siècle, les Japonais se mirent à publier de nombreuses compilations de textes et poèmes. Les plus célèbres compilations de poésie sont le Kaifūsō, plus ancienne collection publiée de kanshi, le Man'yōshū, qui inclut également de la poésie chinoise, le Nijūichidaishū, 21 anthologies impériales de waka, le Kokin wakashū (ou Kokinshū), le Shin kokin wakashū et le Hyakunin isshu, collection de 100 poèmes par 100 poètes choisis par Fujiwara no Teika. Ces compilations rassemblent les poèmes considérés comme les meilleurs de leur époque par leurs contemporains.

## Poètes importants

### Pré-modernes
- Kakinomoto no Hitomaro
- Ariwara no Narihira
- Ono no Komachi
- Izumi Shikibu
- Murasaki Shikibu
- Saigyō
- Fujiwara no Teika
- Sōgi
- Matsuo Bashō
- Yosa Buson
- Yokoi Yayū
- Kobayashi Issa

### Modernes
- Akiko Yosano
- Chûya Nakahara
- Kyoshi Takahama
- Masaoka Shiki
- Taneda Santōka
- Kōtarō Takamura
- Ishikawa Takuboku
- Sakutarō Hagiwara
- Kenji Miyazawa
- Yonejirō Noguchi
- Shuntarō Tanikawa
- Hakushū Kitahara

### Contemporains
- Fujiwara Akiko
- Takashi Hiraide
- Toshiko Hirata
- Iijima Koichi
- Inagawa Masato
- Sagawa Chika
- Ito Hiromi
- Wago Ryoichi[1]
- Yagawa Sumiko
- Yoshioka Minoru
- Takagai Hiroya

## Influences et contexte culturel
- Poésie bouddhiste, genre religieux majeur, avec contributions japonaises significatives
- Poésie chinoise classique, grande influence sur les premières formes de poésie japonaise
- Esthétique japonaise
- Poésie Tang (en), se référant à la poésie typique de la période comprise entre 618 et 907
- Karuta, type de jeux de cartes de poésie
  - Uta-garuta, généralement basé sur la compilation de wakas intitulée Ogura hyakunin isshu
- Wabi-sabi, vision du monde ou esthétique japonaise
- Jours d'hiver, version multimédia du renku éponyme de Bashō